# ミチオ高倉
ミチオ高倉（みちお たかくら、1940年10月23日 - ）は、大分県大分市生まれの実業家。パラグアイ在住。日本の国政選挙に立候補した、初の在外日本人候補である。

## 略歴
- 1940年、大分県大分市に生まれる。父は、大分バス株式会社の創業者一族。
- 大分県立大分舞鶴高等学校卒業。在校時は、ラグビー部第一期黄金時代のメンバーとして活躍した。
- 明治学院大学経済学部を中退後、大分市で一時サラリーマン生活をしたのち、家族でパラグアイへ移住する。
- 1980年には日系ジャーナルを創立。世界各国の日系社会の実状に触れる。
- 1999年、海外日系新聞放送協会会長に就任。日本を代表する国際NGO団体「オイスカ」パラグアイ総局を創立し、ボランティア活動に励んだ。
- 2004年には参議院選挙に自由民主党公認比例区候補として立候補するも落選する。初の在外日本人候補であった。憲政史上初めての海外遊説（ロサンゼルス、サンパウロ、アスンシオン）を行い、サンパウロではサンバ嬢と踊る姿が日本の全国紙で報道された。
- 2005年、オイスカ・インターナショナル国際理事。オイスカ・パラグアイ総局会長。
- 2008年、3月25日にウルグアイのモンテビデオで国際NGO（パラグアイ、ウルグアイ、アルゼンチン）として発足した「草の根・ラプラタ流域再開発研究会」の会長に任命される。

## 著書
「にっぽんよ！」万葉舎 (2004-05-12出版)。